# Thorigné-sur-Dué
Thorigné-sur-Dué ist eine französische Gemeinde mit 1.653 Einwohnern (Stand: 1. Januar 2022) im Département Sarthe in der Region Pays de la Loire. Sie gehört zum Arrondissement Mamers und zum Kanton Saint-Calais (bis 2015: Kanton Bouloire). Die Einwohner werden Thorignéens genannt.

## Geographie
Thorigné-sur-Dué liegt etwa 25 Kilometer ostnordöstlich von Le Mans am kleinen Fluss Dué, der die östliche Gemeindegrenze bildet. Umgeben wird Thorigné-sur-Dué von den Nachbargemeinden Duneau im Norden, Dollon im Nordosten, Coudrecieux im Osten, Saint-Michel-de-Chavaignes im Osten und Südosten, Le Breil-sur-Mérize im Süden und Südwesten, Nuillé-le-Jalais im Westen sowie Connerré im Nordwesten.

## Bevölkerungsentwicklung
| Jahr                      | 1962 | 1968 | 1975 | 1982 | 1990 | 1999 | 2006 | 2013 |
| Einwohner                 | 1182 | 1424 | 1555 | 1493 | 1518 | 1546 | 1589 | 1611 |
| Quelle: Cassini und INSEE |      |      |      |      |      |      |      |      |

## Sehenswürdigkeiten
- Romanische Kirche Notre-Dame, nach Zerstörung teilweise wiedererrichtet
- Hôtel Saint-Jacques

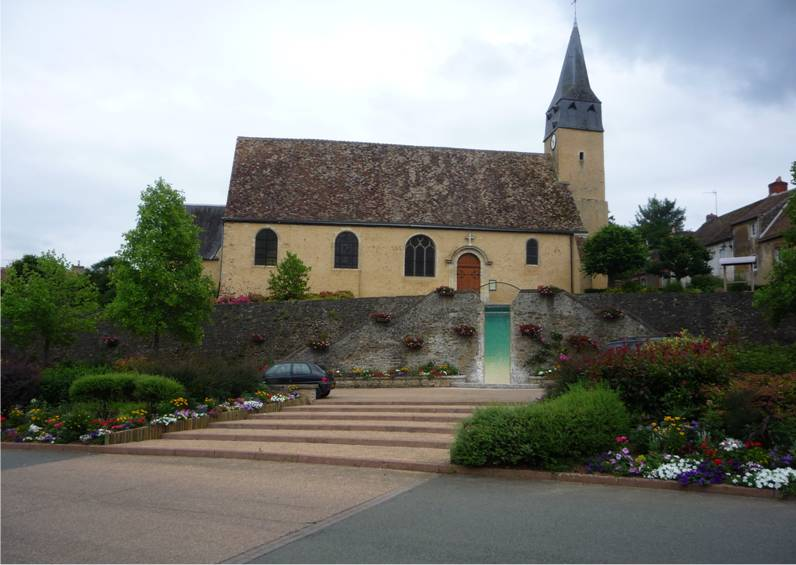
Kirche Notre-Dame
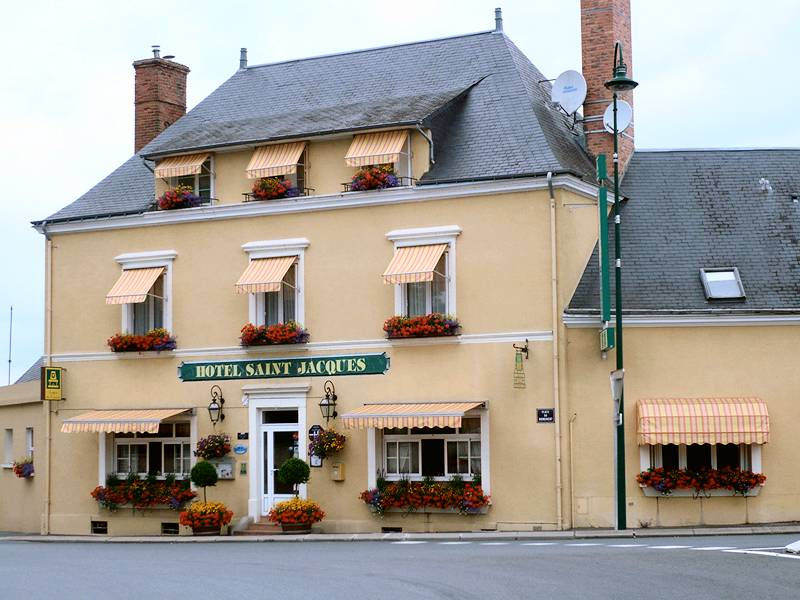
Hôtel Saint-Jacques